# 대화 상자

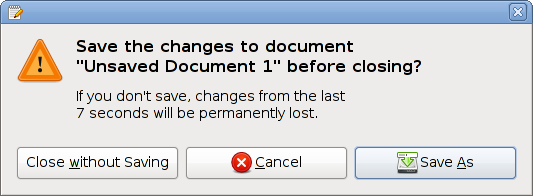
gedit의 대화 상자의 한 예.

그래픽 사용자 인터페이스에서 대화 상자는 사용자에게 정보를 보여 주거나 응답을 받는 사용자 인터페이스에서 사용되는 특별한 창이다. 대화 상자라고 부르는 까닭은 컴퓨터와 사용자 사이에 대화할 수 있는 기능을 제공하기 때문이다. 사용자에게 무언가를 알려 주거나 사용자로부터의 입력을 요청하는 등, 또는 그 두 가지 기능 모두 수행할 수 있다.
다른 종류의 대화 상자는 다른 종류의 사용자 상호 작용을 위해 사용된다. 가장 단순한 대화 상자는 경고 대화 상자이다. 이 상자는 메시지를 보여 주고 메시지를 읽고 나서 수동으로 '확인'을 누르도록 만든다. 경고는 단순한 확인 절차를 제공하거나 충돌, 사용자의 창 닫기 등의 까닭으로 프로그램이 종료됨을 알린다. 이것이 모달 대화 상자를 위한 상호 작용 패턴으로 자주 쓰이지만, 전문가들 사이에서는 이것이 고안된 용도에서 효과적이지 않다는 의견이 있다.